# Alauda
Alauda Linnaeus, 1758 è un genere di uccelli passeriformi della famiglia degli Alaudidi.

## Tassonomia
Comprende le seguenti specie:
- Alauda arvensis Linnaeus, 1758 - allodola comune
- Alauda gulgula Franklin, 1831 - allodola nana
- Alauda razae (Alexander, 1898) - calandrella di Raso o allodola di Raso